# 徳島県道278号蛭子原西の久保線
徳島県道278号蛭子原西の久保線（とくしまけんどう278ごう えびすはらにしのくぼせん）は、徳島県阿南市を通る一般県道である。

## 概要
阿南市那賀川町中島の徳島県道277号中島古庄線から徳島県道141号大林那賀川阿南線間を結ぶ。沿道には住宅地になっており、生活道路として利用している車が多い。

### 路線データ
- 起点：阿南市那賀川町中島（徳島県道277号中島古庄線交点）
- 終点：阿南市那賀川町中島（徳島県道141号大林那賀川阿南線交点）
- 総延長：1,105 m[1]

## 歴史
- 1959年（昭和34年）1月31日 - 徳島県道158号として認定。
- 1972年（昭和47年）3月10日 - 現在の路線番号で再認定。

## 地理

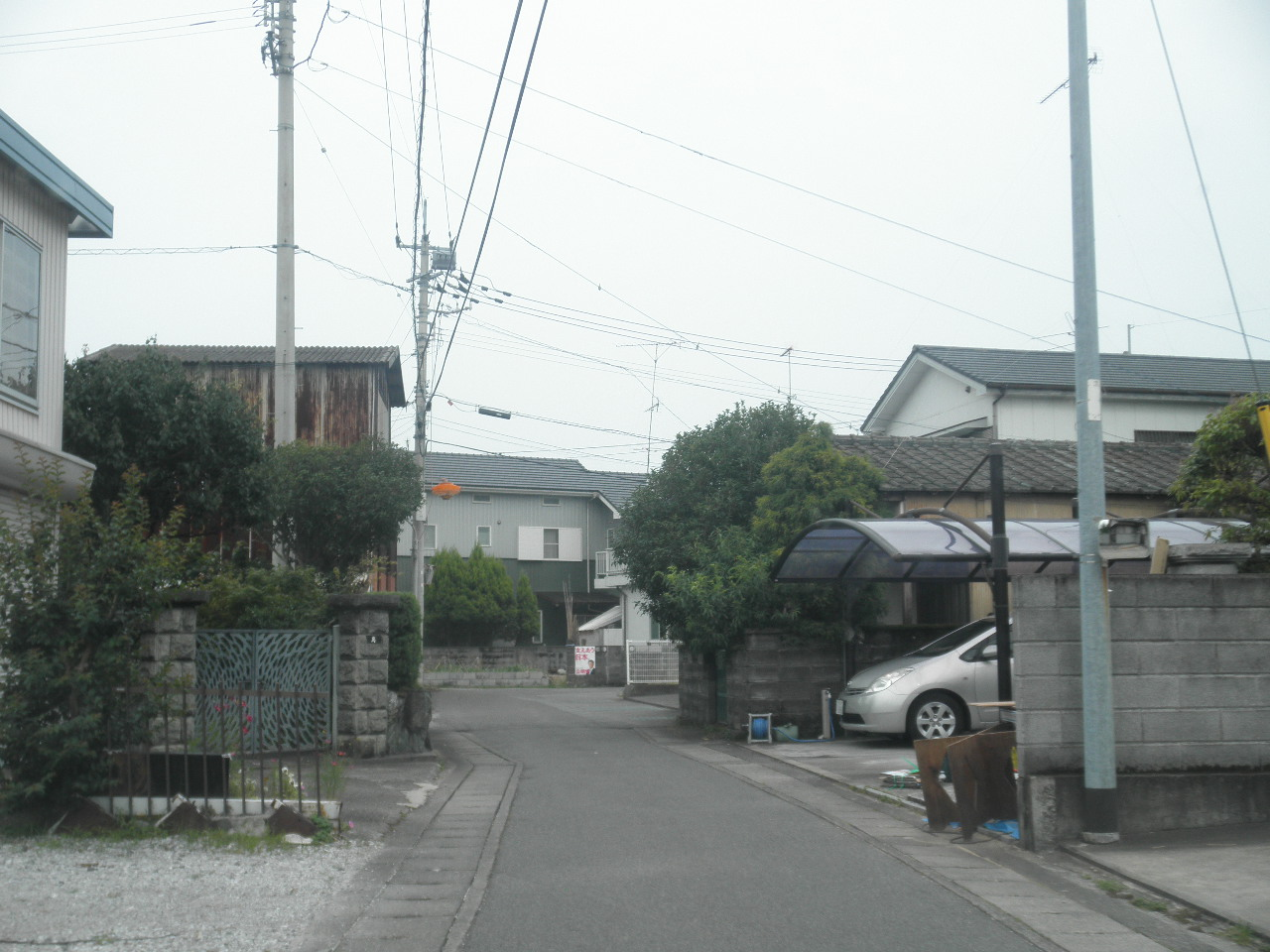
沿道には住宅地になっており、生活道路として利用している車が多い
阿南市那賀川町中島で撮影

### 通過する自治体
- 徳島県
  - 阿南市

### 交差する道路
| 交差する道路                  | 交差する場所 | 交差する場所 |
| ----------------------------- | ------------ | ------------ |
| 徳島県道277号中島古庄線       | 那賀川町中島 | 起点         |
| 徳島県道141号大林那賀川阿南線 | 那賀川町中島 | 終点         |

### 交差する鉄道
- 牟岐線

### 沿線
- 那賀川
- 中島郵便局
- JR四国牟岐線 阿波中島駅

## ギャラリー

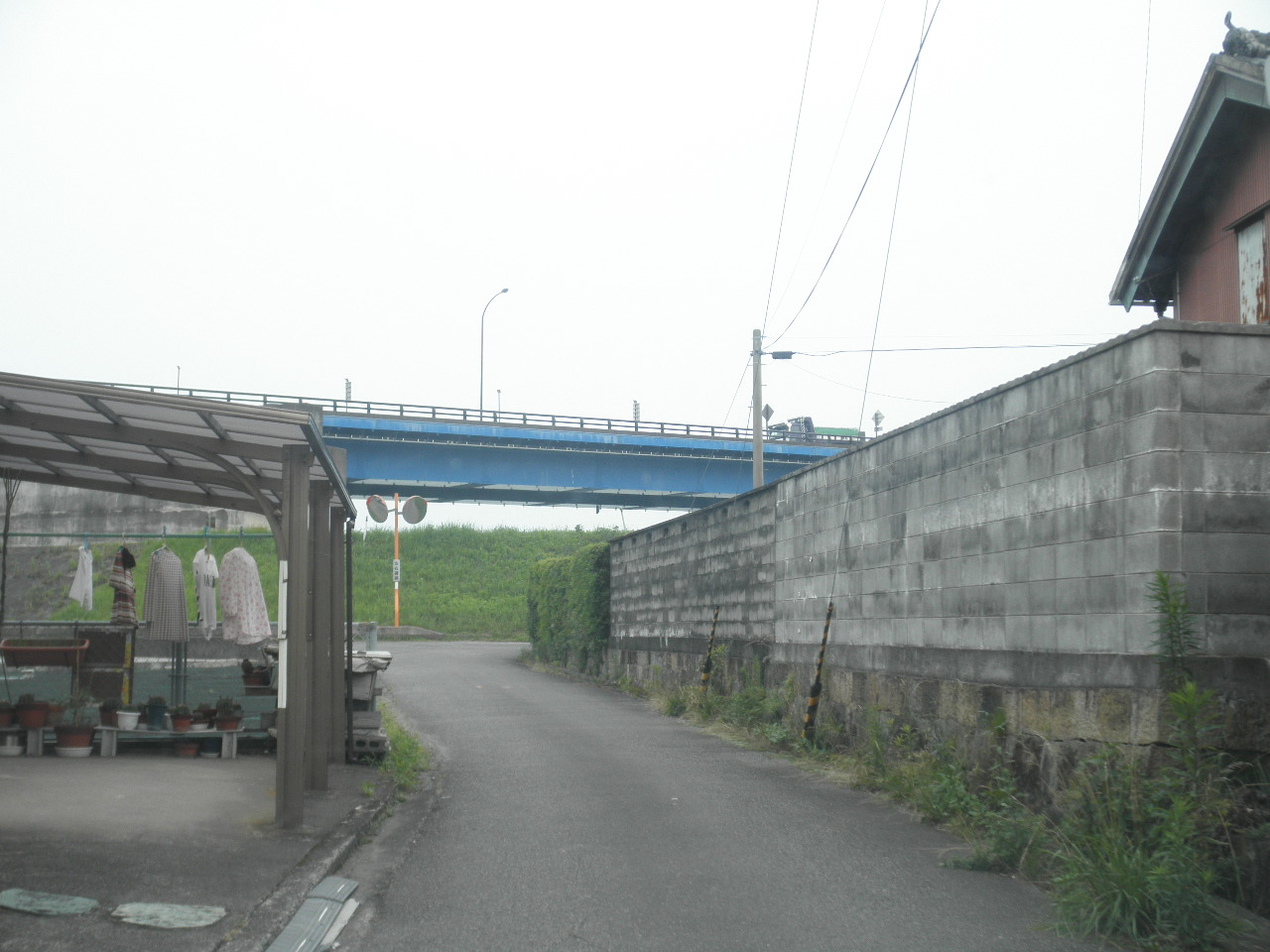
起点の場所
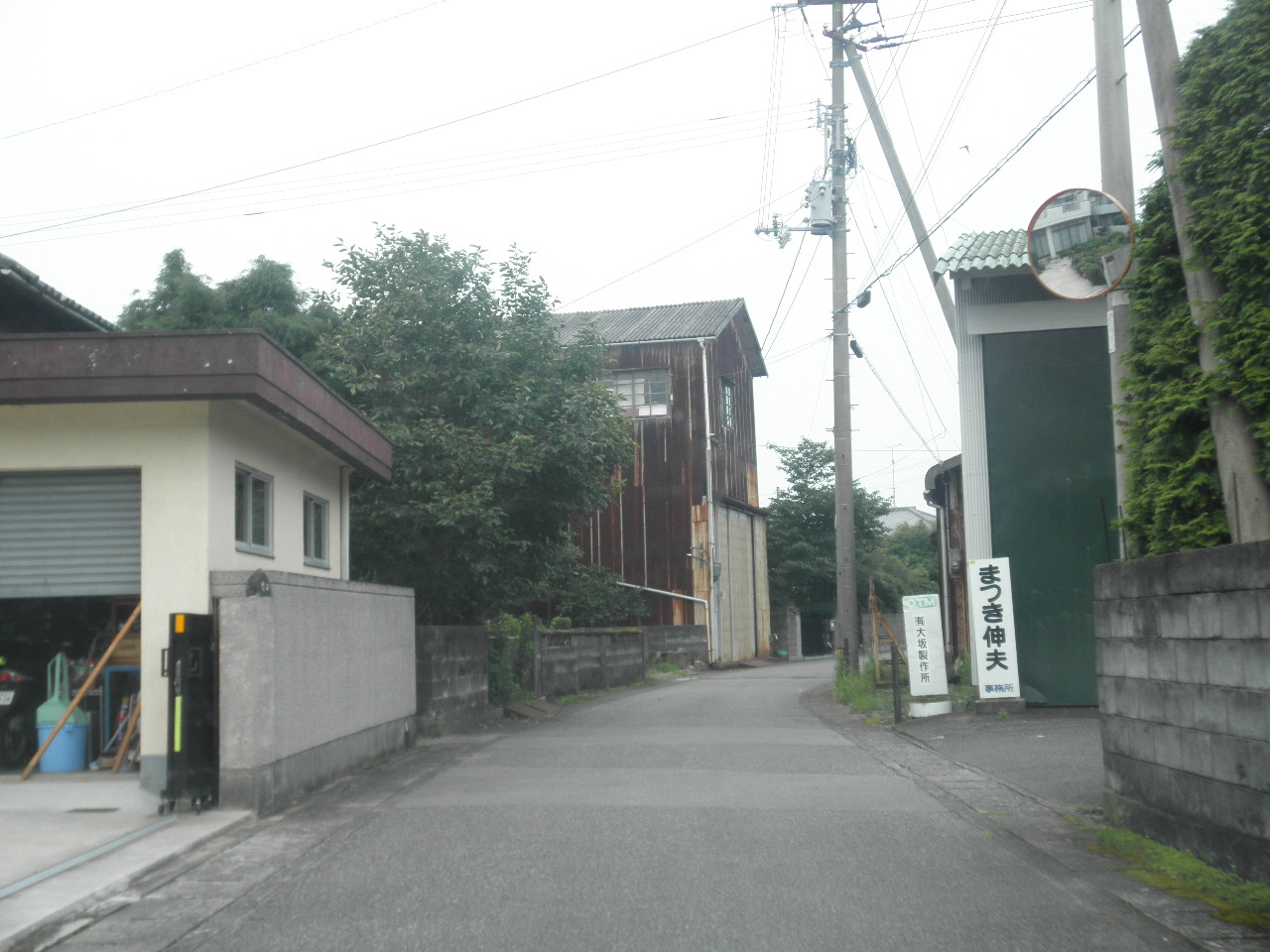
阿南市那賀川町中島
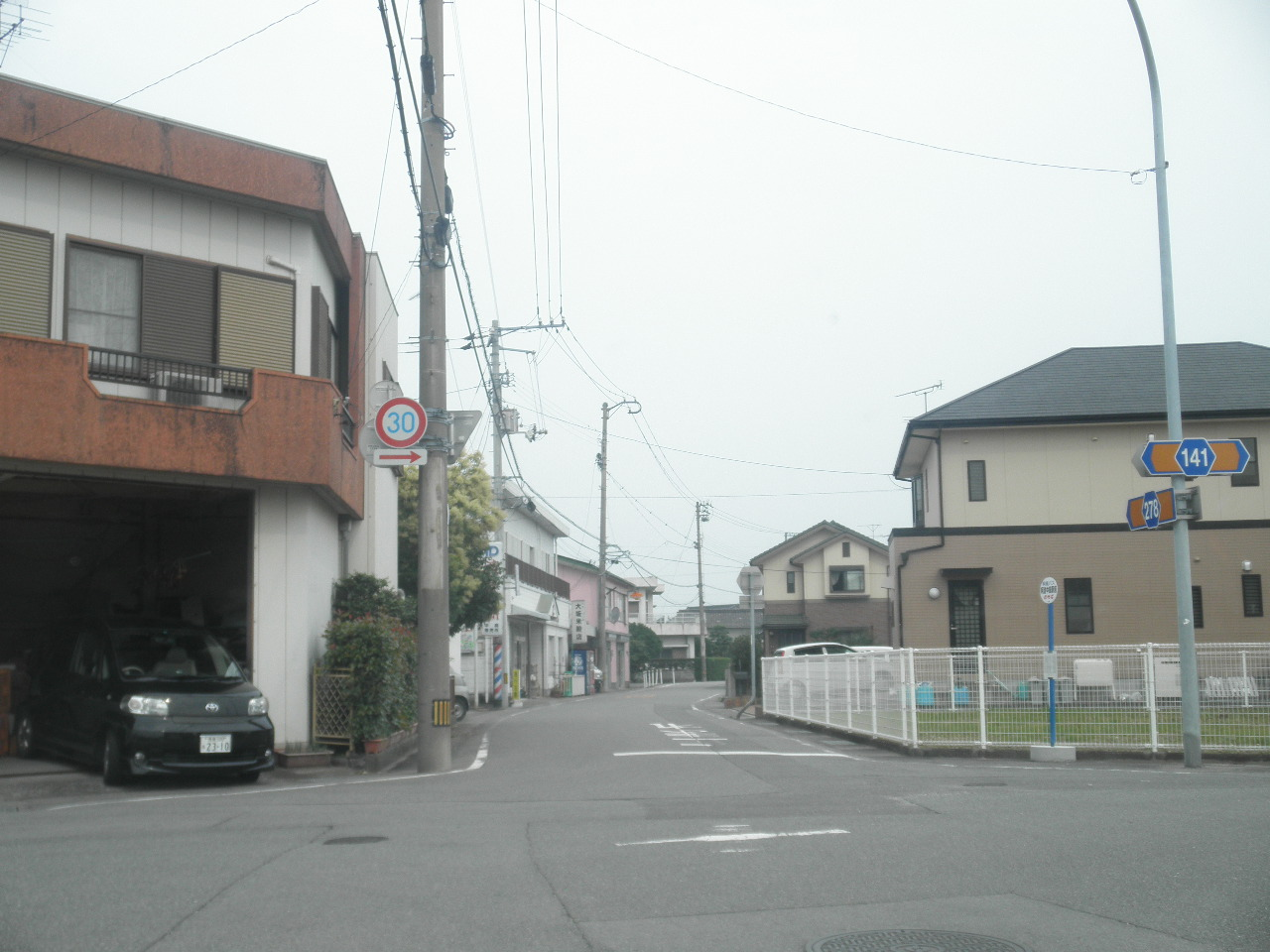
終点の場所